# Alice Fearn
Alice Fearn (23 ottobre 1983) è un'attrice teatrale britannica.
È conosciuta soprattutto per aver interpretato il capitano Beverley Bass in Come from Away e Elphaba in Wicked nel West End di Londra.

## Biografia
Fearn è nata a Bath, dove ha vissuto fino all'età di 4 anni. La sua famiglia si trasferì poi in un piccolo villaggio della Cumbria chiamato Caldbeck, dove visse fino a quando si trasferì a Londra per studiare recitazione nel 2002.
In Cumbria, ha studiato alla Austin Friars School di Carlisle, la sua materia preferita era la musica. Ha suonato diversi strumenti, preferendo il pianoforte, l'arpa e il canto.
Si è formata alla Mountview Theatre School di Londra, diplomandosi nel 2005.

## Carriera

### Teatro
Fearn ha iniziato la sua carriera sul palco nel 2004 come sostituta per il personaggio di Laura in The Woman in White (Palace Theatre, Londra). Successivamente, ha sostituito Cosette e Fantine in Les Misérables (Queen's Theatre, Londra), oltre a interpretare una delle Factory Girls.
Fearn si è esibita nel ruolo di Rapunzel nella versione di Into the Woods al Regent's Park Open Air Theatre di Londra per la stagione estiva del 2010, insieme a Hannah Waddingham (Strega), Michael Xavier (Lupo cattivo/Principe di Cenerentola), Jenna Russell (Moglie del fornaio), Helen Dallimore (Cenerentola) e Beverly Rudd (Cappuccetto Rosso).
Fearn ha fatto parte del cast originale britannico di Shrek The Musical nel 2011 nel ruolo di Gingy / Sugar Plum Fairy e ha interpretato il ruolo della Principessa Fiona in varie serate.
Nel 2017, ha fatto il suo debutto nel musical Wicked nel ruolo di Elphaba accanto a Sophie Evans (Glinda) ed è rimasta nel ruolo fino a luglio 2019. In precedenza è stata una riserva per il ruolo da settembre 2016 a luglio 2017.
Più recentemente Fearn ha interpretato il ruolo del capitano Beverley Bass in Come from Away, sostituendo Rachel Tucker, al Phoenix Theatre di Londra, fino alla chiusura dello spettacolo nel gennaio 2023 Il 6 febbraio 2023 si è esibita al Curve Theatre di Leicester con " Me and the Sky " per annunciare il lancio del tour dello spettacolo nel Regno Unito, a partire da Leicester a marzo 2024
Il 16 aprile 2023, Fearn si è unita a un cast stellato per il concerto di Mad Hatter the Musical al Place des Arts, Symphony Hall di Montreal nel ruolo di Marybeth, la moglie del Cappellaio Matto. Gli altri membri del cast includevano: Brittney Johnson, nel ruolo della Regina di Cuori e Ra'ed Saade, la star Netflix di My Unorthodox Life, nel ruolo di Barry.
Fearn è stata protagonista del musical originale Then, Now and Next alla Southwark Playhouse - Borough (Londra), diretto da Julie Atherton e scritto da Christopher J Orton e Jon Robyns, da giugno a luglio 2023. Lo spettacolo segue Alex nel corso di vent'anni e attraverso due amori, Stephen e Peter, interpretati rispettivamente da Joaquin Pedro Valdes e Peter Hannah.
Nel settembre 2023 è stato annunciato che Fearn fara' parte del cast del musical Diana nei panni di Camilla Parker Bowles, insieme a Kerry Ellis come Lady Di e Maiya Quensah Breed come della giovane Diana Spencer . La prima versione del concerto nel Regno Unito si è svolta all'Eventim Apollo di Hammersmith il 4 dicembre 2023

### Musica
Fearn ha pubblicato l'album Where I've Been...Where I'm Going (Dove sono stata...Dove andrò) nel 2016.
Elenco delle tracce:
- Big Time
- What Are You Doing The Rest Of Your Life?
- Sorry I Asked
- Time Stops (feat. Oliver Tompsett)
- They Just Keep Moving The Line
- I'm A Woman (feat. Emma Lindars)
- I'm Here
- Being Alive
- Where Am I Going?
- That's How I Say Goodbye
- Bonus Track: She Used To Be Mine - Live al St James Studio

## Vita privata
Fearn ha sposato il collega attore Gavin Alex Wood nel 2019.

## Teatro
- The Woman in White, musiche di Andrew Lloyd Webber, regia di Trevor Nunn. Palace Theatre, West End (2004)
- Les Misérables, musiche di Claude-Michel Schönberg. Sondheim Theatre, West End (2005)
- Annie Get Your Gun, musiche di Irving Berlin, regia di Richard Jones. Young Vic, Londra (2009)
- Into the Woods, musiche di Stephen Sondheim, regia di Timothy Sheader. Regent's Park Open Air Theatre, Londra (2010)
- Shrek The Musical, musiche di Jeanine Tesori, regia di Jason Moore e Rob Ashford. Theatre Royal Drury Lane, West End (2011)
- Wicked, musiche di Stephen Schwartz. Apollo Victoria Theatre, West End (2016-2019)
- Come From Away, musiche di Irene Sankoff e David Hein, regia di Christopher Ashley. Phoenix Theatre, Londra (2020-2023)
- Dear Evan Hansen, regia di Benj Pasek e Justin Paul, regia di Adam Penford. Nottingham Playhouse e tournée in Gran Bretagna (2024)

## Filmografia

### Cinema
- Sweeney Todd - Il diabolico barbiere di Fleet Street (Sweeney Todd: The Demon Barber of Fleet Street), regia di Tim Burton (2007)
- Mamma Mia!, regia di Phyllida Lloyd (2008)
- Alice in Wonderland, regia di Tim Burton (2010)
- Robin Hood, regia di Ridley Scott (2010)
- Les Misérables, regia di Tom Hooper (2012)
- Vita di Pi (Life of Pi), regia di Ang Lee (2012)
- Pan - Viaggio sull'isola che non c'è (Pan), regia di Joe Wright (2015)
- Wicked, regia di Jon M. Chu (2024)

### Televisione
- EastEnders – serie TV, episodio #1.5203 (2016)

### Doppiatrice
- Dragon Trainer (How to Train Your Dragon), regia di Chris Sanders e Dean DeBlois (2010)
- Frankenweenie, regia di Tim Burton (2012)
- Dragon Trainer 2 (How to Train Your Dragon 2), regia di Dean DeBlois (2014)
- Kung Fu Panda 3, regia di Jennifer Yuh Nelson e Alessandro Carloni (2016)

## Premi
Fearn ha vinto il West End Wilma Award come miglior sostituta nel ruolo di Elphaba in Wicked nel 2017.